# Fabrizio Romano
Fabrizio Romano (sinh ngày 21 tháng 2 năm 1993) là một nhà báo bóng đá người Ý. Anh hiện làm việc cho Sky Sport Italy. Anh đã từng xuất hiện trên danh sách Forbes 30 về những người dưới 30 tuổi có ảnh hưởng nhất trên phương tiện truyền thông năm 2022. Anh  được biết đến với việc sử dụng khẩu hiệu "Here we go!", được sử dụng khi thông báo về một thương vụ chuyển nhượng.

## Đầu đời và đời tư
Romano sinh ra ở Napoli vào ngày 21 tháng 2 năm 1993. Anh đã theo học tại Università Cattolica del Sacro Cuore ở Milano. Romano là cổ động viên của câu lạc bộ Anh Watford. Anh là người đa ngôn ngữ và có thể nói tiếng Anh, tiếng Tây Ban Nha, tiếng Ý và tiếng Bồ Đào Nha.

## Sự nghiệp
Romano bắt đầu viết về bóng đá năm 16 tuổi, khi vẫn đang học trung học. Sự nghiệp của anh ấy với tư cách là một nhà báo chuyển nhượng bóng đá bắt đầu khi anh ấy 18 tuổi, sau khi nhận được thông tin nội bộ từ một người đại diện người Ý ở Barcelona về cầu thủ FC Barcelona lúc bấy giờ Mauro Icardi. Kể từ khi gia nhập Sky Sport Italy ở tuổi 19, anh ấy đã tạo dựng và xây dựng mối quan hệ với các câu lạc bộ, người đại diện và đơn vị trung gian trên khắp châu Âu. Romano cũng làm phóng viên cho The Guardian và CBS Sports. Anh sống ở Milano.
Romano được biết đến với việc sử dụng khẩu hiệu "Here we go!", được sử dụng khi thông báo về một thương vụ chuyển nhượng. Theo 90min, anh là một trong những chuyên gia liên quan đến chuyển nhượng "đáng tin cậy nhất" trong môn thể thao này. Vì danh tiếng và lượng người theo dõi trên mạng xã hội của anh, một số câu lạc bộ bóng đá đã đề nghị anh tham gia vào các video công bố cầu thủ.